# Haplostylus tenuicaudus
Haplostylus tenuicaudus is een aasgarnalensoort uit de familie van de Mysidae. De wetenschappelijke naam van de soort is voor het eerst geldig gepubliceerd in 1998 door Hanamura.